# Lago de Nalps
O Lago Nalps é um lago localizado no município de Tujetsch, cantão de Grisons, Suíça.
Este lago de barragem tem uma capacidade de 45 milhões de m³ e uma área de 0,91 km². O reservatório deste lago está ligado ao Lago Santa Maria e ao Lago da Curnera nos vales vizinhos.